# 斯氏副脂䲁
斯氏副脂䲁（學名：Paraclinus stephensi），為輻鰭魚綱䲁形目脂䲁科副脂䲁屬的一個種，種名是為了紀念對䲁形目進行廣泛研究的美國生物學家約翰‧史蒂芬斯 (John S. Stephens Jr.)，分布於中東太平洋墨西哥中部及南部海域，深度0至14公尺，本魚體長，吻部尖，鼻觸點生於鼻孔，在眼上方分支，頸背觸鬚分支，眼觸鬚最大，鰓蓋骨具明顯的扁平三角形棘突，側線鱗39枚，體淺棕色，身體有6條不規則的橫紋或斑點，頸背呈深色鞍狀，頭部與身體同色，唇、頰及腹部有雜色，前鰓蓋骨和鰓蓋骨邊緣有一排深色斑點，一條深色橫紋從眼向下向後傾斜，背鰭有斑點或雜色，背鰭硬棘29枚，前3棘凸起，第4棘前有一深凹口，背鰭軟條1枚、臀鰭硬棘2枚、臀鰭軟條18-19枚，體長可達3.2公分，棲息在岩石區，生活習性不明。